# Benoît Bourgine
Benoît Bourgine est un théologien français, professeur de théologie systématique à l'Université catholique de Louvain, né le 17 juillet 1962.

## Biographie
Après des études de droit à l'université de Rennes I, il poursuit des études de théologie à l'Institut d’Études théologiques (Bruxelles), puis à l'Université catholique de Louvain où il obtient son doctorat en 2003, sur l'herméneutique théologique de Karl Barth.
Ses domaines de recherche et d’enseignement concernent notamment la raison théologique, le dialogue entre science et religions, le pluralisme des convictions, la christologie, la doctrine trinitaire, les théologiens Karl Barth et Adolphe Gesché.
Il est l’auteur de nombreuses publications dans des revues théologiques et intervient dans les médias grands publics (La Croix, La Libre, Le Soir, RCF, KTO).
Il publie en 2019, aux éditions du Cerf, Bible Oblige : Essai sur la théologie biblique, dans lequel il évoque les articulations entre exégèse biblique et théologie et leurs conditions, rappelant par ailleurs aux exégètes et aux dogmaticiens l’importance de travailler ensemble. Selon Thibaut Delaruelle, « Ce travail est important en ce qu’il affronte un problème majeur. ». Pour la revue Études, « Cette entreprise de réconciliation épistémologique de disciplines aussi essentielles que complémentaires pour la théologie pourrait servir de modèle ».
Benoît Bourgine est le frère de l'actrice Élizabeth Bourgine.